# Adolph Ochs

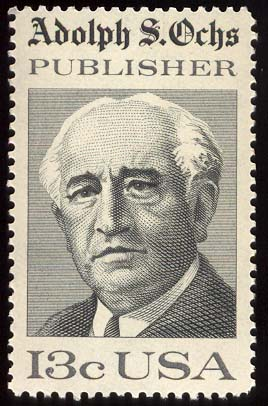
Adolph Ochs (US-amerikanische Briefmarke, 1976)

Adolph Simon Ochs (* 12. März 1858 in Cincinnati, Ohio; † 8. April 1935 in Chattanooga, Tennessee) war ein amerikanischer Reporter und Publizist deutsch-jüdischer Herkunft (Ochs’ Vater wanderte aus Fürth aus). Er war Besitzer der Zeitungen Chattanooga Times und seit 1896 auch der New York Times.

## Leben
Er war der Erstgeborene von sechs Kindern von Julius und Bertha Ochs. Seine Mutter war in den Südstaaten aufgewachsen und stand während des Bürgerkrieges auf Seiten der Konföderierten, während sein Vater in der Armee der Union gekämpft hatte. Trotz des offensichtlichen Konflikts brach der Haushalt nicht auseinander. Nach dem Krieg zog die Familie nach Knoxville, Tennessee. Während der Schulzeit trug er Zeitungen aus. 1872 bekam er eine Stelle als Lehrling (printer’s devil) in der Druckerei des Knoxville Chronicle und später als Setzer beim Louisville Courier-Journal in Kentucky. 1877 half er, den Chattanooga Dispatch einzurichten. Im Juli 1878 – mit nur 20 Jahren – borgte er sich 250 Dollar, um einen Mehrheitsanteil an der kränkelnden Chattanooga Times zu erwerben. Er entwickelte diese Zeitung zu einer der führenden im Süden der USA.
Ochs war der Gründer der Southern Associated Press und ihr Vorsitzender von 1891 bis 1894; von 1900 bis zu seinem Tod war er einer der Direktoren der Associated Press.
1884 heiratete Ochs Effie Wise, Tochter des Rabbi Isaac Mayer Wise aus Cincinnati, der ein führender Vertreter des Reformjudentums und Gründer des Hebrew Union College, der ersten jüdischen theologischen Schule in Amerika, war. Sie hatten nur ein Kind, die Tochter Iphigene Bertha.
Am 18. August 1896 erwarb er mit einem Darlehen in Höhe von 75.000 Dollar die Mehrheit an der finanziell angeschlagenen New York Times. Die Times hatte die meisten ihrer Leser an Joseph Pulitzers World und Randolph Hearsts Journal verloren, die jeweils 1 Penny kosteten – die Times dagegen kostete 3 Cent. Als die Times 1887 hohe Verluste einfuhr, schlugen ihm seine Ratgeber vor, den Preis auf 1 Nickel (5 Cent) anzuheben, um den Lesern zu signalisieren, dass er nicht auf das Niveau der „yellow press“ sinken würde. Ochs jedoch senkte den Preis auf 1 Cent und setzte alles auf eine Karte, indem er sagte, dass es genügend Leser für eine Qualitätszeitung geben würde, wenn er nur das Prinzip beibehielte, die News von politischen und eigenen Meinungen zu trennen. Indem die Times „jede Neuigkeit, die es zu drucken lohnt“ („all the news that’s fit to print“), veröffentlichte, und nicht nur Nachrichten, die der Herausgeber als geeignet ansah, sprach die Times ein Publikum an, das Ochs als nachdenkliche und rein gesinnte Menschen beschrieb.
Er behielt recht und steigerte die Auflage von etwa 9.000 zum Zeitpunkt des Kaufes auf bis zu 780.000 in den 1920er-Jahren. Ochs setzte die Unabhängigkeit der Zeitung vor den Gewinn. Er nahm keine dubiose Werbung oder Verträge mit Regierungen an, die seine politischen Unabhängigkeit hätten kompromittieren können. Unter Ochs’ Führung wurde die New York Times die erste nationale Zeitung, die bewies, dass ein Verleger große Auflagen, Rentabilität und journalistische Verantwortung in Einklang bringen konnte.
Obwohl Ochs’ Kritiker bemängelten, dass er zu konservativ in seinen sozialen Ansichten sei und einen elitären Ton auf der Herausgeberseite anschlage, mussten sie zugeben, dass sie von der akkuraten Schilderung der Ereignisse, dem Volltext von Verträgen, Gesetzen und Reden sowie der Objektivität in der Berichterstattung beeindruckt waren.
Ochs verlegte das Hauptquartier der Times an den Longacre Square in Manhattan. Die Namensänderung in Times Square erfolgte offiziell am 8. April 1904. An diesem Tag bezog die renommierte Zeitung „New York Times“ ihr neues Verlagsgebäude direkt am Platz. In der Silvesternacht 1904 ließ Ochs um sein neues Gebäude zur Einweihung am Times Square ein Feuerwerk veranstalten. Der Wolkenkratzer, der zwischen 1904 und 1913 als Firmensitz der New York Times diente, ist heute als „One Times Square“ bekannt. An diesem Gebäude wird seit 1907 jedes Jahr zum Jahreswechsel ein beeindruckendes Feuerwerk abgebrannt. Bereits 1913 zog die „Times“ in ein anderes Gebäude auf der 43rd Street um, wo sie bis 2007 verblieb. Seit 2007 ist der Hauptsitz der Zeitung das New York Times Building auf der 8th Avenue in Manhattan.
Seine Tochter, Iphigene Bertha Ochs, heiratete Arthur Hays Sulzberger, der Nachfolger seines Schwiegervaters als Herausgeber der Zeitung wurde. Ihr Sohn Arthur Ochs „Punch“ Sulzberger wurde später ebenfalls Herausgeber der New York Times. Nach Adolph Ochs ist der antarktische Ochs-Gletscher benannt. Nach seiner Tochter ist der Mount Iphigene in der Antarktis benannt.